# 坎帕尼亚 (萨莱诺省)

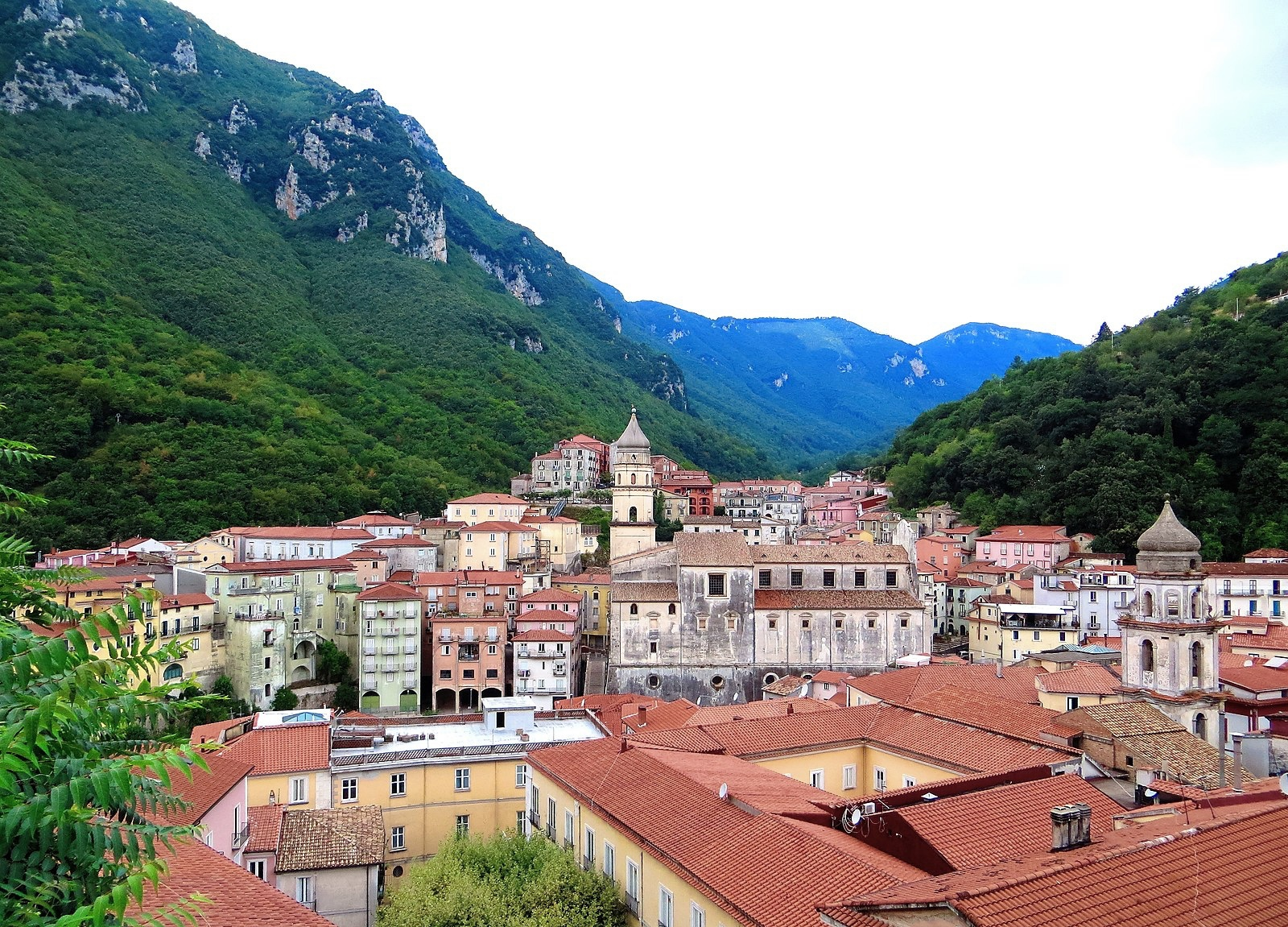
坎帕尼亚市容

坎帕尼亚（義大利語：Campagna）是意大利坎帕尼亞大區萨莱诺省的市镇。面积为135.41平方公里，人口数量为16,183人（2009年）。